# Чемпионат мира по горному бегу 2015
31-й чемпионат мира по горному бегу прошёл 19 сентября 2015 года в деревне Бетус-э-Коид (Уэльс, Великобритания). Участники соревновались в дисциплине горного бега «вверх-вниз». Разыгрывались 8 комплектов наград: по четыре в индивидуальном и командном первенствах (мужчины, женщины, юниоры и юниорки до 20 лет). Среди юниоров могли выступать спортсмены 1996 года рождения и моложе.
Деревня Бетус-э-Коид расположена на территории национального парка Сноудония. Именно здесь была проложена круговая трасса для чемпионата мира длиной 4,2 км и перепадом высот 240 метров. Маршрут пролегал в сторону озера Ллин-Элси, на пути находилась верхняя точка маршрута (255 метров над уровнем моря). Достигнув озера, участники бежали обратно в сторону старта. Мужчины преодолевали три круга, женщины и юниоры — два, юниорки — один.
Забеги прошли в тёплую и солнечную погоду. На старт вышли 293 бегуна (119 мужчин, 68 женщин, 63 юниора и 43 юниорки) из 32 стран мира. Каждая страна могла выставить до 6 человек в мужской забег, до 4 человек — в женский и юниорский и до 3 человек — среди юниорок. Сильнейшие в командном первенстве определялись по сумме мест четырёх лучших участников у мужчин, трёх лучших — у женщин и юниоров, двух лучших — у юниорок.
Американка Элли Острандер оказалась значительно сильнее остальных участниц в забеге юниорок до 20 лет. После 2 км дистанции она выигрывала 13 секунд у второго места, а на финише увеличила преимущество до 39 секунд. Второй год подряд на пьедестал поднялась Михаэла Странская из Чехии, ставшая серебряным призёром.
В соревнованиях юниоров доминировали турецкие бегуны. Ферхат Бозкурт выиграл чемпионат с двухминутным отрывом. Годом ранее он также был среди медалистов (завоевал бронзу). В первой пятёрке оказалось три бегуна из Турции, благодаря чему они стали сильнейшими в командном первенстве. Борьбу им смог навязать только Леви Томет из США, ставший серебряным призёром турнира.
Все три участницы женского забега из Уганды могли по возрасту выступать в соревнованиях юниорок. Однако чемпионат показал, что их уровень подготовки позволяет конкурировать на равных со взрослыми спортсменками. 18-летняя Стелла Чесанг (чемпионка мира 2014 года среди юниоров) неожиданно выиграла золотую медаль, оставив позади трёх местных бегуний. Британки Эмили Коллинг, Эмма Клейтон и Сара Танстолл со старта возглавили гонку за призовые места. Через 3 км, в конце первого подъёма, их обошла Чесанг, которая сразу создала себе отрыв на спуске. Несмотря на все старания, догнать африканскую бегунью на второй половине дистанции никто не смог.
По схожему сценарию развивались события в мужском забеге. Первая треть дистанции прошла под знаком лидерства итальянца Бернарда Дематтеиса. В начале второго круга на первое место переместился Фред Мусобо из Уганды и уверенно довёл дело до победы: его темп оказался не под силу остальным участникам. Бернард Дематтеис сохранил второе место, его брат-близнец Мартин уступил бронзовую медаль хозяину соревнований Робби Симпсону (на финише их разделили всего 10 секунд). Итальянские мужчины спустя четыре года вернули себе золото в командном первенстве; эта победа стала для них 30-й в 39 забегах, проведённых на чемпионатах (Кубках) мира.

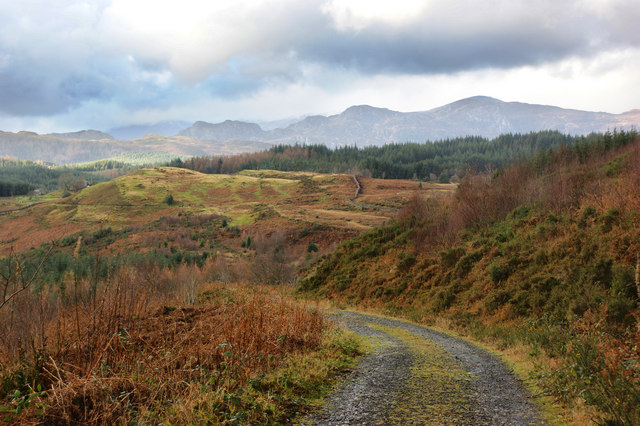
Окрестности Бетус-э-Коид
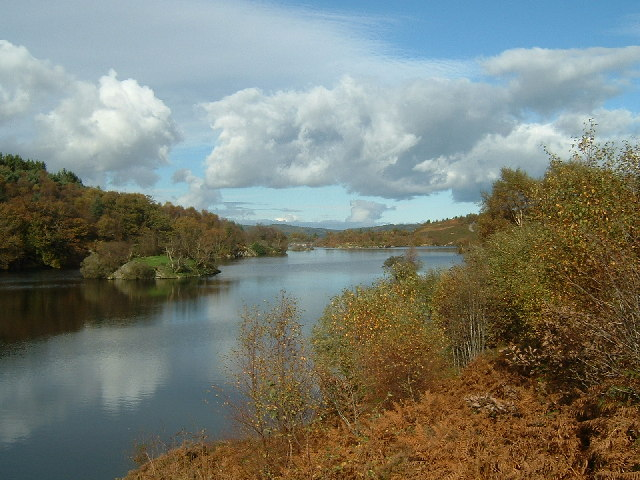
Озеро Ллин-Элси, середина трассы

## Расписание
| Дата             | Время | Забег   |
| ---------------- | ----- | ------- |
| 19 сентября 2015 | 11:15 | Юниорки |
| 19 сентября 2015 | 12:00 | Юниоры  |
| 19 сентября 2015 | 13:00 | Женщины |
| 19 сентября 2015 | 14:00 | Мужчины |

Время местное (UTC+1:00)

## Призёры
Курсивом выделены участники, чей результат не пошёл в зачёт команды.

### Мужчины
| Дисциплина                                 | Золото | Золото   | Серебро                                                                | Серебро  | Бронза                                                                                                 | Бронза   |
| ------------------------------------------ | --- | -------- | ---------------------------------------------------------------------- | -------- | --- | -------- |
| 13 км перепад высот: +720 м −720 м         | Фред Мусобо Уганда | 49.00    | Бернард Дематтеис Италия                                               | 49.44    | Робби Симпсон Великобритания                                                                           | 50.31    |
| 13 км (команды)                            | Италия · Бернард Дематтеис · Мартин Дематтеис · Ксавье Шеврье · Алекс Бальдаччини · Лука Каньяти · Алессандро Рамбальдини | 25 очков | Уганда · Фред Мусобо · Джошуа Мангушо · Роберт Чемонгес · Исаак Кипроп | 38 очков | Великобритания · Робби Симпсон · Эндрю Дуглас · Кристофер Смит · Томас Адамс · Бен Мунси · Том Аддисон | 46 очков |
| Юниоры 8,9 км перепад высот: +480 м −480 м | Ферхат Бозкурт Турция | 33.56    | Леви Томет США                                                         | 35.50    | Мустафа Гёксель Турция                                                                                 | 35.53    |
| Юниоры 8,9 км (команды)                    | Турция · Ферхат Бозкурт · Мустафа Гёксель · Абдулла Ёрулмаз · Кемаль Йылдырым                                             | 9 очков  | США · Леви Томет · Бен Батлер · Тейт Поллман · Коннор Уилсон           | 29 очков | Великобритания · Максимилиан Николлс · Джейкоб Адкин · Джон Спилл · Джейкоб Бойл                       | 30 очков |

### Женщины
| Дисциплина                                  | Золото                                                                             | Золото  | Серебро                                                                     | Серебро  | Бронза                                                     | Бронза   |
| ------------------------------------------- | ---------------------------------------------------------------------------------- | ------- | --------------------------------------------------------------------------- | -------- | ---------------------------------------------------------- | -------- |
| 8,9 км перепад высот: +480 м −480 м         | Стелла Чесанг Уганда                                                               | 37.52   | Эмили Коллинг Великобритания                                                | 38.23    | Эмма Клейтон Великобритания                                | 38.33    |
| 8,9 км (команды)                            | Великобритания · Эмили Коллинг · Эмма Клейтон · Сара Танстолл · Виктория Уилкинсон | 9 очков | США · Кимбер Мэттокс · Морган Арритола · Кейси Энман · Эллисон Грейс-Морган | 27 очков | Уганда · Стелла Чесанг · Мерсилин Челангат · Дорин Чемутаи | 28 очков |
| Юниорки 4,7 км перепад высот: +240 м −240 м | Элли Острандер США                                                                 | 19.44   | Михаэла Странская Чехия                                                     | 20.23    | Эльса Ракасан Франция                                      | 20.31    |
| Юниорки 4,7 км (команды)                    | Чехия · Михаэла Странская · Тереза Корвасова · Катержина Дивишова                  | 6 очков | Великобритания · Хайди Дэвис · Джорджия Малир · Скарлет Дейл                | 13 очков | Турция · Гюлистан Бекмез · Бурджу Субатан · Фатма Демир    | 20 очков |

## Медальный зачёт
Медали завоевали представители 7 стран-участниц.
 Принимающая страна
| Место | Страна         | Золото | Серебро | Бронза | Всего |
| ----- | -------------- | ------ | ------- | ------ | ----- |
| 1     | Уганда         | 2      | 1       | 1      | 4     |
| 2     | Турция         | 2      | 0       | 2      | 4     |
| 3     | США            | 1      | 3       | 0      | 4     |
| 4     | Великобритания | 1      | 2       | 4      | 7     |
| 5     | Италия         | 1      | 1       | 0      | 2     |
| 5     | Чехия          | 1      | 1       | 0      | 2     |
| 7     | Франция        | 0      | 0       | 1      | 1     |
| Всего | Всего          | 8      | 8       | 8      | 24    |